# Костёл Пресвятой Троицы (Минск)
Костёл Святой Троицы (Святого Роха) — католический храм в Минске в историческом районе Золотая Горка.
Административно относится к золотогорскому деканату Минско-Могилёвской архиепархии. Памятник архитектуры в неоготическом стиле, включён в Государственный список историко-культурных ценностей Республики Беларусь (код 712Г000193). Адрес — пр. Независимости, 44А.

## История
Католический приход Пресвятой Троицы в Минске был основан в XIV веке королём Ягайло. Это самая старая католическая община в городе, о которой сохранились документальные сведения. На пожертвования короля был построен деревянный храм на Троицкой Горе, однако в 1409 году храм сгорел дотла. Вновь отстроенный деревянный храм также погиб в пламени пожара в 1809 году. Существовали планы его восстановления, но из-за недостатка средств они не были реализованы. В 1832 году приходским храмом стала деревянная часовня Святого Роха на золотогорском католическом кладбище, построенная в 1796 году.
К середине XIX века деревянное здание бывшей часовни, ставшей храмом Пресвятой Троицы, сильно обветшало. Епископ А. Войткевич сумел получить разрешение на постройку нового каменного костёла, который был возведен за 3 года (1861—1864) по проекту академика Петербургской академии художеств М. Сивицкого. Храм в неоготическом стиле возводился на средства, полученные от сбора пожертвований, причём их собирали не только католики, но и представители других конфессий и религий в знак благодарности святому Роху, который, как считалось, спас город от эпидемии холеры. 1 ноября 1864 года церковь была освящена под двойным титулом: Успения Пресвятой Девы Марии и святого Роха. Однако сохранилось и продолжало использоваться и историческое название церкви Пресвятой Троицы. В правом алтаре храма находилась статуя святого Роха, перенесённая из старой часовни. Статуя была окружена широким почитанием, на праздник св. Роха 16 августа на Золотой Горке собирались тысячи паломников.
Последнее дореволюционное описание костёла датируется 1908 годом: «Костёл каменный, готической архитектуры, с 12 окнами, крыт железом, в длину 12,5 сажени, в ширину 4 и 2/3 сажени, в высоту около 5 саженей». Здание имело также двухэтажную башню, в которой размещались колокола — «Леонард», «Стефан» и «Бронислава». Над алтарём находилась старинная икона Божьей Матери с младенцем, рядом — изображение Святой Троицы. Боковые алтари носили имена святого Роха и святого Антония. В первом из них располагалась деревянная скульптура святого Роха, которая считалась чудотворной. У входа находилась ограда с воротами, выполненными в 1896 году. Неподалёку от костёла имелось несколько деревянных строений: дом лесника, богадельня, дровяной двор.
В 1922 году из костёла были реквизированы все ценности и богослужебная утварь. В 1930-е храм был закрыт, тогда же исчезла и почитаемая статуя св. Роха. В июне 1941 года Золотогорский костёл сильно пострадал от боевых действий. Богослужения возобновились на короткое время во время фашистской оккупации Минска, но сразу после окончания войны здание было приспособлено под книгохранилище.
В послевоенные годы кладбище вокруг здания храма было уничтожено, а вокруг построены жилые дома, после чего бывший храм оказался внутри квартала. После реставрации в 1983 году здание было взято под охрану и переделано в зал камерной музыки Белгосфилармонии. В апсиде в 1984 году установлен электрический орган чехословацкого производства, а окна украшены витражами.
С мая 1991 года в Троицком Золотогорском костёле Святого Роха снова возобновились богослужения в свободное от концертов время. В 1998 статуя св. Роха, выполненная из металла, была размещена в правом алтаре на том же месте, где располагалась исчезнувшая историческая. В 2006 году зал камерной музыки был закрыт, а здание было возвращено римско-католическому приходу Пресвятой Троицы (Святого Роха).

## Архитектура
Храм Святой троицы — памятник архитектуры неоготического стиля. Здание храма однонефное, однобашенное, прямоугольное в плане, с пятигранной апсидой. Храм имеет симметричную объемно-пространственную композицию, накрыт двускатной крышей. Главный фасад завершен двухъярусной прямоугольной в плане башней с шатром. Фасады здания расчленены стилизованными трехступенчатыми контрфорсами.
Интерьер постройки имеет симметричную композицию. Центральный неф и апсида перекрыты цилиндрическими сводами с распалубкой. В нартексе — крестовый свод. Внутренняя поверхность стен декорирована пилястрами и карнизами. Окна декорированы орнаментальными витражами.

## Захоронения
- Магдалена Радзивилл, деятель белорусского культурного движения, меценатка.